# Sesquialtera lonchota
Sesquialtera lonchota là một loài bướm đêm trong họ Geometridae.